# Oran, langue morte
Oran, langue morte est un recueil de nouvelles d'Assia Djebar paru en 1997. 

## Historique
Il s'agit d'un recueil de cinq nouvelles, un conte et un récit, en deux parties intitulées « L’Algérie entre désir et mort », et « Entre France et Algérie », écrites à Paris entre les mois d’août et d’octobre 1996.